# 식용 꽃

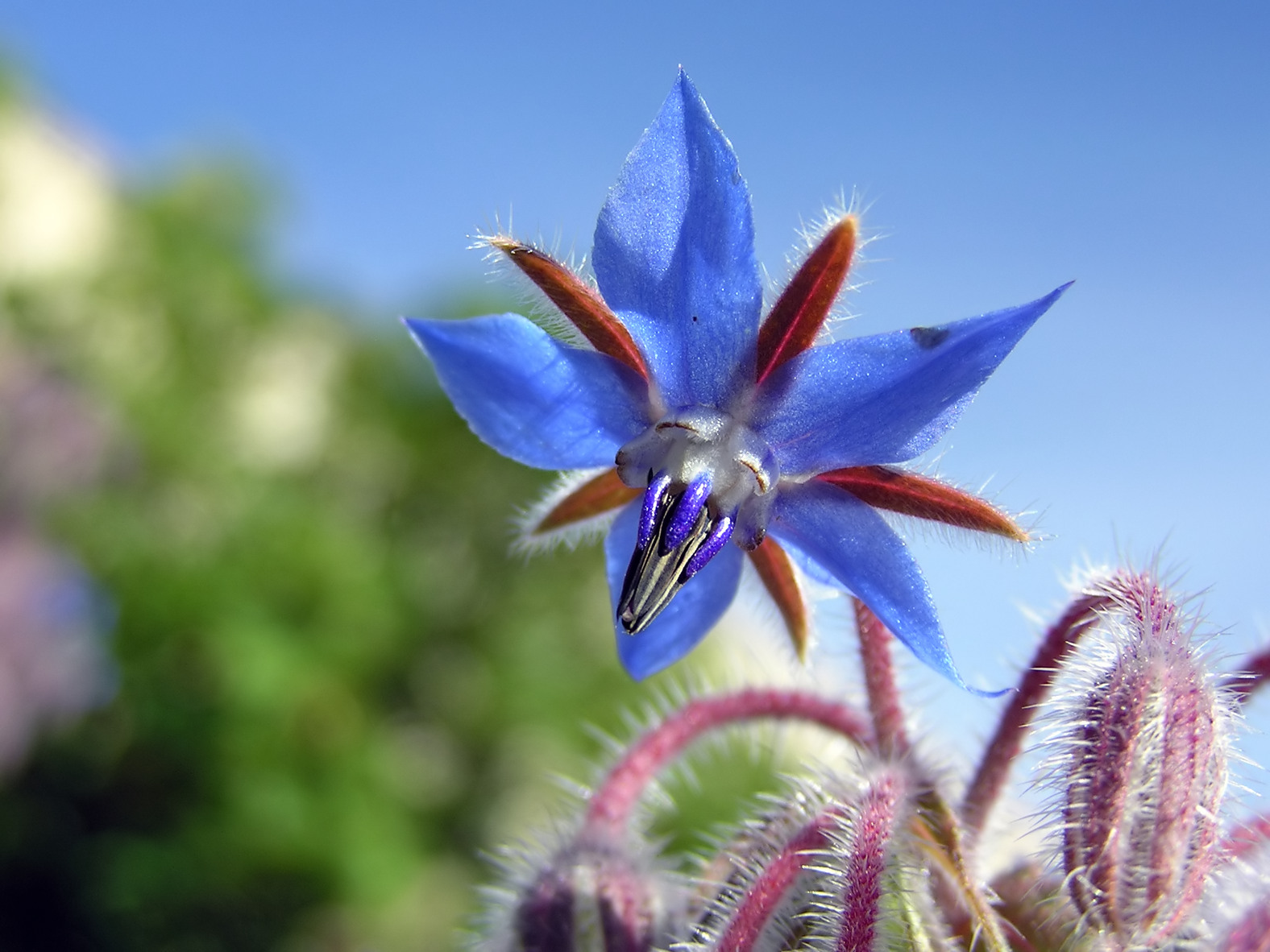
블루보리지는 달콤한 맛의 고명으로 사용된다.

식용 꽃(edible flower)은 먹기가 가능한 꽃의 품종이다. 현재 식용으로 가능한 꽃은 진달래, 아카시아, 연꽃, 유채꽃 등이 대표적이며, 해바라기의 경우 씨앗이 견과류와 같은 구실을 하고 있다. 식용으로 가능한 꽃에는 열매와 마찬가지로 영양분이 다양하게 분포하는 것을 특징으로 보인다. 식용 꽃은 곤충과 마찬가지로 친환경적이며, 열매나 채소와 비교하여도 재배 과정이 간단한 것을 특징으로 보인다. 또한 꽃잎의 경우 다양하게 활용하고 있는 것으로 보이게 되며 한방 치료 및 감기 예방을 위해 쓴다.또, 정원의 꽃은 농약이 들어 있으므로 절대로 먹으면 안된다. 그리고 진달래와 같은 식용 식물도 꽃받침과 수술에 약간의 독이 있으니 반드시 제거해야 한다.

## 같이 보기
- 식용 곤충
- 화전 (음식)